# Карякин, Василий Георгиевич
Василий Георгиевич Карякин (1918—1998) — генерал-лейтенант Советской Армии, участник Великой Отечественной войны, Герой Советского Союза (1943).

## Биография
Василий Карякин родился 21 апреля 1918 года в селе Борское (ныне — Борский район Самарской области). В 1938 году он окончил Куйбышевский механический техникум, после чего поступил на учёбу в Балашовскую авиационную школу Гражданского воздушного флота. В 1939 году Карякин был призван на службу в Рабоче-крестьянскую Красную Армию. В 1940 году он окончил Балашовскую военную авиационную школу лётчиков. С августа 1941 года — на фронтах Великой Отечественной войны. С октября того же года летал на самолёте «Ил-2».
К началу 1943 года капитан Василий Карякин был штурманом 312-го штурмового авиаполка, затем командиром 198-го штурмового авиаполка 233-й штурмовой авиадивизии 1-й воздушной армии Западного фронта. К тому времени он совершил 83 боевых вылета на штурмовку скоплений боевой техники, живой силы и военных объектов противника, нанеся тому большие потери: 257 автомашин, 12 танков, 12 самолётов, 10 артиллерийских орудий, 10 точек ПВО, несколько сотен солдат и офицеров.
Указом Президиума Верховного Совета СССР от 24 мая 1943 года за «образцовое выполнение боевых заданий командования на фронте борьбы с немецкими захватчиками и проявленные при этом мужество и героизм» капитан Василий Карякин был удостоен высокого звания Героя Советского Союза с вручением ордена Ленина и медали «Золотая Звезда» за номером 1015.
С 25 апреля 1944 года до конца войны — заместитель командира 311-й штурмовой Молодечненской Краснознамённой авиационной дивизии (1-я воздушная армия, 3-й Белорусский фронт), с 29 августа по 9 ноября 1944 года подполковник Карякин временно исполнял обязанности командира этой дивизии.
После окончания войны Карякин продолжил службу в Советской Армии. В 1950 году он окончил Военно-воздушную академию, в 1957 году — Военную академию Генерального штаба. В 1968—1980 годах Карякин занимал должность начальника штаба Военно-транспортной авиации СССР. В 1980 году в звании генерал-лейтенанта авиации он был уволен в запас. Проживал в Москве. Умер 15 декабря 1998 года, похоронен на Троекуровском кладбище Москвы.
Был награждён двумя орденами Ленина, двумя орденами Красного Знамени, орденом Суворова 3-й степени, двумя орденами Отечественной войны 1-й степени, орденами Красной Звезды и «За службу Родине в Вооружённых Силах СССР» 3-й степени, рядом медалей.